# Chapter 5: The Gunslinger
"Chapter 5: The Gunslinger" (Capítulo 5: El Pistolero) es el quinto episodio de la primera temporada de la web-serie estadounidense The Mandalorian, basada en los personajes de George Lucas. Se estrenó en Disney + el 6 de diciembre de 2019. La serie sigue al Mandaloriano titular (Pedro Pascal), un pistolero solitario que recolecta recompensas de los mejores postores.

## Argumento
El Mandaloriano derrota a un cazarrecompensas en una pelea espacial de naves, pero la nave del Mandaloriano termina dañada y aterriza en una instalación de reparación dirigida por Peli Motto en Mos Eisley en Tatooine. Mientras busca trabajo para pagar las reparaciones en una cantina local, conoce a Toro Calican, un joven cazarrecompensas que busca unirse al gremio capturando a Fennec Shand, una mercenaria bien entrenada. El Mandaloriano acepta ayudarlo por la recompensa, mientras que el otro gana crédito por la captura. Encuentran a Shand, pero una de sus motos de deslizamiento es destruida mientras la detiene. El Mandaloriano va a buscar un rocío mientras Calican mira a Shand. Ella le dice que el Mandaloriano es un traidor al gremio. Dado que la recompensa de Mandalorian y el niño valen más que su recompensa, ella lo ayudará a capturar a Mandalorian si Calican la libera. Él le dispara y se dirige a las instalaciones de reparación en la bicicleta speeder, donde captura a Motto y el niño. Llega el Mandaloriano, usa una granada de destello para desorientar a Calican y lo mata. El Mandaloriano luego le da el dinero de Calican a Motto para que pague las reparaciones de su barco y deja a Tatooine. En el desierto, se ve una figura misteriosa acercándose al cuerpo de Shand.

## Producción

### Desarrollo
El episodio fue dirigido y escrito por Dave Filoni.

### Casting
En la D23 Expo de agosto, se reveló que Ming-Na Wen aparecería en la serie, como Fennec Shand.

### Música
Ludwig Göransson compuso la banda sonora del episodio.

## Recepción
En Rotten Tomatoes, el episodio tiene una calificación de aprobación del 83% con una calificación promedio de 6.62 / 10, basada en 12 revisiones.